# 이탈리아달마티아어군

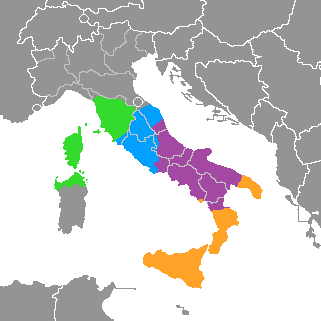
오늘날 이탈리아-달마티아어의 분포.

이탈리아-달마티아어(Italo-Dalmatian) 또는 중부 로망스어군은 이탈리아의 중부와 남부 지역에서 주로 사용되는 로망스어군의 한 분파이다. 서부 로망스어군의 하위에 묶이기도 하고, 이탈리아-서부어군 하에 별개로 묶이기도 한다.
크게 달마티아와 이탈리아의 두 분파로 나뉘는데, 달마티아 로망스어 분파는 거의 사멸했고, 이탈리아 분파는 주로 이탈리아어를 비롯한 이탈리아 중·남부의 여러 주요 방언들을 포함한다. 한편 북이탈리아의 다른 방언들은 보통 서부 로망스어군의 갈리아 이탈리아어군으로 분류되어 표준 이탈리아어와 비교적 거리가 있다고 여겨진다.

## 분류
- 달마티아 로망스어
  - 달마티아어†
  - 이스트리아어
- 이탈리아 로망스어
  - 토스카나 방언
    - 표준 이탈리아어
    - 코르시카어

  - 중앙 이탈리아어
    - 로마 방언 등

  - 남부 이탈리아어
    - 나폴리어 등

  - 남단 이탈리아어
    - 시칠리아어 등

베네치아어는 흔히 갈로이탈리아어로 분류되나 이탈리아달마티아어로 분류되는 경우도 있다. 과거 유대인 공동체에서는 다양한 이탈리아 로망스어 방언에서 유래한 유대 이탈리아어가 쓰이기도 했다.

## 같이 보기
- 이탈리아어